# Pierre Sandrin
Pierre Regnault (nannte sich nach einer Figur der italienischen Commedia dell’arte Pierre Sandrin; * um 1490 in Saint-Marcel bei Paris; † um 1561 in Italien) war ein französischer Komponist der Renaissance.

## Leben
Bevor Sandrin als Musiker Bekanntheit erlangte, war er Schauspieler. In einem Schriftstück wird er als badin antien (= „alter Schauspieler“) bezeichnet. Sandrin war Doyen des Klosterkapitels von Saint-Florent-de-Roye in der Picardie und ab 1543 in der Chapelle Royale; von 1549 bis 1560 war er dort Kanonikus. Sandrin reiste 1560 nach Rom und fand Anstellung beim Kardinal von Ferrara Ippolito II. d’Este, er starb um 1561 in Italien.
Zwischen 1538 und 1549 veröffentlichte er etwa 50 vierstimmige Gesänge. Darunter befinden sich  Puisque vivre en servitute (1548), Puisque de vous oder Douce mémoire nach einem Text von François I. Das letztgenannte Werk wurde mehrmals bei verschiedenen flämischen Verlegern neu aufgelegt und war in ganz Europa bestens bekannt. Verschiedene Komponisten nahmen sich der Melodie an, so Diego Ortiz, Tielman Susato und Cyprian de Rore (1516–1565).